# Gąsiorowo (powiat olecki)
Gąsiorowo – wieś w Polsce położona w województwie warmińsko-mazurskim, w powiecie oleckim, w gminie Wieliczki.
W latach 1975–1998 miejscowość należała administracyjnie do województwa suwalskiego.

## Historia
W roku 1475 wielki mistrz H. von Richtenberg wyznaczył 3 włóki w miejscu obecne wsi Gąsiorowo lub Gąsiorówko, na których powstały Stare Golubie w powiecie ełckim.
Wieś lokowana na prawie chełmińskim w 1553 r. przez księcia Albrechta, który nadał Stańkowi, Grzegorzowi, Łazarzowi i Szymonowi z Golubia 8 włók w zamian za 8 włók sołeckich nad Jeziorem Oleckim Wielkim. Cztery włóki otrzymali w Golubiu, pozostałe cztery "za rzeką Legą przy moście, którędy droga wiedzie do Kleszczewa", czyli w Gąsiorowie.
W tym samym roku 1553 książę Albrecht nadał Pawłowi z Golubia i jego synowi oraz Stańkowi z Golubia i jego braciom młyn i folusz oraz dwie włóki za Legą między Kleszczewem a Jelitkami na prawie chełmińskim.
Gąsiorowo powstało w wyniku oddzielenia się w 1719 roku od wymienionych posiadłości w Gulubiu. Obie te wsie były zamieszkane przez wolnych chłopów chełmińskich.
W 1938 Gąsiorowo liczyło tylko 65 mieszkańców, jednoklasowa szkoła mieściła się w Babkach Gąseckich.
W dokumentach miejscowość określana była dawniej jako Gross Gonschorowen, Gonziorowen, Gonsoroffen, a dwór Gąsiorówko nazwano Kleinkioewen. W 1938 władze hitlerowskie zmieniła nazwę wsi na Klinken.

## Zabytki
- cmentarz z XVIII w. nagrobkami i grobowcem rodowym dawnych właścicieli wsi;
- głaz z wyrytym odciskiem dłoni (nad rzeką)[3].